# سد جوفودو
سد جوفودو (به لاتین: Jufudu Dam) یک سد وزنی و نیروگاه برقابی در چین است که در Yuanjiang Hani, Yi and Dai Autonomous County واقع شده‌است.